# Vavkavisk
Vavkavisk ili Volkovisk (bjeloruski: Ваўкавыск, ruski: Волковыск, poljski: Wołkowysk) je grad u zapadnoj Bjelorusiji u Grodnenskoj oblasti.

## Zemljopis
Vavkavisk se nalazi na rijeci Volkoviji, 98 km od oblasnog središta Grodna i 271 km od Minska.

## Stanovništvo
Godine 2016. u gradu je živjelo 44.110 stanovnika, te je četvrti po veličini grad u Grodnenskoj oblasti nakon Grodna, Lide i Slonima. Većinsko stanovništvo čine Bjelorusi a značajan je i postotak Poljaka koji čine gotovo jednu gradskog stanovništva, Rusa ima malo manje od 10%.

## Povijest
Vavkavisk se prvi put neslužbeno spominje u Turovskim ljetopisima 1005. godine. U to vrijeme Vavkavisk je bio grad-tvrđava na granici baltičkih i slavenskih etničkih skupina. Od 12. stoljeća, središte je male kneževine. U 13. stoljeću mijenja nekoliko država prvo je dijelom Kneževine Litve 1239. – 1254., zatim Galičko-Volinjskog Kraljevstva 1254. – 1269. te Velike Kneževine Litve 1269–1289. ponovo je dio Galičko-Volinjsko Kraljevstva 1289. – 1293. te Velike Kneževine Litve 1293. – 1569. Grad su opustošili i do temelja razrušili Teutonski vitezovi 1410. godine.
Vavkavisk 1503. dobiva magdeburško pravo i postaje slobodan trgovački grad. Dio je Poljsko-Litavska Unija od 1569. do 1795. kada postaje dijelom Ruskog Carstva. Prolazak željeznice kroz grad 1885. pozitivno se odrazio na gradsku ekonomiju i doveo do podizanja brojnih tvornica. 
U jesen 1915. grad okupira Njemačka, od 1918. do 1919. dijelom je kratkotrajne Bjeloruske Narodne Republike. Od 1919. do 1939. dio je Druge Poljske Republike, kada postaje dijelom Sovjetskog Saveza kao rezultat Ugovora o njemačko-sovjetskom prijateljstvu. Vavkavisk je okupiran od strane njemačke vojske 27. lipnja 1941. te je uspostavljen logor i židovski geto u kojem je ubijeno 20.000 ljudo. Sovjeti osvajaju grad 14. srpnja 1944.

## Gradovi prijatelji
- Gusev, Rusija
- Siedlce, Poljska
- Șoldănești, Moldova

## Vanjske poveznice
- Službena stranica grada  Arhivirana inačica izvorne stranice od 29. svibnja 2016. (Wayback Machine)

### Ostali projekti
|  | Zajednički poslužitelj ima još gradiva o temi Slonim |